# Saison 1 d'Aquarius
Chronologie
Saison 2
Cet article présente le guide des épisodes de la première saison de la série télévisée américaine Aquarius.

## Généralités
- Aux États-Unis, la saison a été diffusée du 28 mai 2015 au 22 août 2015 par le réseau NBC.

## Distribution

### Acteurs principaux
- David Duchovny : Sam Hodiak
- Gethin Anthony : Charles Manson
- Grey Damon : Brian Shafe
- Emma Dumont : Emma Karn
- Claire Holt : Charmain Tully

### Acteurs récurrents
- Tara Lynne Barr : Katie
- Gaius Charles : Bunchy Carter
- Michaela McManus : Grace
- David Meunier : Roy
- Chris Sheffield : Ben Hodiak, fils de Sam Hodiak
- Chance Kelly (en) : Ed Cutler
- Ambyr Childers : Susan Atkins
- Beau Mirchoff : Rick Zondervan
- Leah Bateman : Dee Dee
- James Martinez : Ruben Salazar

## Liste des épisodes

### Épisode 1:Everybody's Been Burned
- États-Unis : 28 mai 2015 sur NBC[1]
- France : 11 octobre 2015 sur 13e rue[2]

- États-Unis : 5,67 millions de téléspectateurs[3] (première diffusion)

### Épisode 2:The Hunter Gets Captured by the Game
- États-Unis : 28 mai 2015 sur NBC
- France : 11 octobre 2015 sur 13e rue

- États-Unis : 5,67 millions de téléspectateurs[3] (première diffusion)

### Épisode 3:Never Say Never to Always
- États-Unis : 4 juin 2015 sur NBC
- France : 11 octobre 2015 sur 13e rue

- États-Unis : 3,90 millions de téléspectateurs[4] (première diffusion)

### Épisode 4:Home Is Where You're Happy
- États-Unis : 11 juin 2015 sur NBC
- France : 18 octobre 2015 sur 13e rue

- États-Unis : 3,74 millions de téléspectateurs[5] (première diffusion)

### Épisode 5:A Change Is Gonna Come
- États-Unis : 18 juin 2015 sur NBC
- France : 18 octobre 2015 sur 13e rue

- États-Unis : 3,33 millions de téléspectateurs[6] (première diffusion)

### Épisode 6:A Whiter Shade of Pale
- États-Unis : 25 juin 2015 sur NBC
- France : 25 octobre 2015 sur 13e rue

- États-Unis : 3,15 millions de téléspectateurs[7] (première diffusion)

### Épisode 7:Cease to Resist
- États-Unis : 2 juillet 2015 sur NBC
- France : 25 octobre 2015 sur 13e rue

- États-Unis : 2,44 millions de téléspectateurs[8] (première diffusion)

### Épisode 8:Sick City
- États-Unis : 9 juillet 2015 sur NBC
- France : 1er novembre 2015 sur 13e rue

- États-Unis : 2,47 millions de téléspectateurs[9] (première diffusion)

### Épisode 9:Why?
- États-Unis : 18 juillet 2015 sur NBC[10]
- France : 1er novembre 2015 sur 13e rue

- États-Unis : 1,6 million de téléspectateurs[11] (première diffusion)

### Épisode 10:It's Alright Ma (I'm Only Bleeding)
- États-Unis : 25 juillet 2015 sur NBC
- France : 8 novembre 2015 sur 13e rue

- États-Unis : 1,19 million de téléspectateurs[12] (première diffusion)

### Épisode 11:Your Mother Should Know
- États-Unis : 1er août 2015 sur NBC
- France : 8 novembre 2015 sur 13e rue

- États-Unis : 1,45 million de téléspectateurs[13] (première diffusion)

### Épisode 12:(Please Let Me Love You And) It Won't Be Wrong
- États-Unis : 8 août 2015 sur NBC
- France : 15 novembre 2015 sur 13e rue

### Épisode 13:Old Ego Is a Too Much Thing
- États-Unis : 22 août 2015 sur NBC
- France : 15 novembre 2015 sur 13e rue